# Boginje
Boginje (poznate pod latinskim nazivom variola ili variola vera) su zarazna bolest svojstvena čovjeku koju izazivaju dvije inačice virusa variole zvane Variola vera major i Variola vera minor.
Variola vera major, poznatija kao velike ili crne boginje, je opasnija vrsta, koja izaziva smrt kod 20 – 40 % zaraženih, a kod preživjelih često ostavlja trajnu unakaženost ili sljepoću.
Variola vera minor, znana kao male boginje predstavlja blaži oblik koji izaziva smrt samo kod 1 % zaraženih.
Računa se da je u 20. stoljeću od posljedica variole umrlo između 300 i 500 milijuna ljudi. U ranijim povijesnim razdobljima, prije nego što je razvijeno cijepljenje i moderni lijekovi, variola je bila daleko ubojitija i imala je bitan utjecaj na povijest. Mnoge poznate povijesne osobe bile su njene žrtve.
Ipak, najznačajniju ulogu su imale nakon otkrića Amerike, kada su domoroci Sjeverne i Južne Amerike došli u dodir s Europljanima koji su bili inficirani virusom variole. Za razliku od kolonizatora, domoroci nisu imali razvijen imunitet, što je dovelo do naglog širenja bolesti i dramatičnog pada domorodačke populacije pa je europskim kolonizatorima omogućen lak i nesmetan prodor u nova područja.
Domaćin virusa variole je jedino čovjek tako da je naporima Svjetske zdravstvene organizacije godine 1977. virus iskorijenjen u ljudskoj populaciji i danas se nalazi samo u laboratorijima. Cijepljenje protiv virusa više se ne provodi tako da se smatra da bi se mogao koristiti kao terorističko oružje.

## Opis
Boginje su zarazna bolest koja pogađa isključivo ljude, i koju uzrokuje jedan od dva tipa virusa, variola major i variola minor. Latinski naziv bolesti, Variola ili Variola vera je derivat latinske riječi varius, što znači točkast ili varus, što znači bubuljica.
Virus velikih boginja napada krvne žile u koži, ustima i grlu. Koža postaje prekrivena karakterističnim makulopapularnim osipom i kasnije mjehurićima ispunjenim tekućinom. V. major uzrokuje opasniju bolest, sa stopom smrtnosti od 30 – 35 %. V. minor uzrokuje blaži oblik bolesti, sa stopom smrtnosti od 1 %. Oboljeli od V. major razvijaju dugotrajne posljedice, poput karakterističnog osipa na licu, kod 65 – 85 % preživjelih. Rjeđe se javlja i sljepoća, zbog ulkusa rožnice kao i deformitet udova zbog artritisa i osteomijelitisa, kod 2 – 5 % slučajeva.
Vjeruje se da su se velike boginje pojavile kod ljudi 10 tisuća godina prije Krista. Najraniji fizički dokazi velikih boginja su tragovi osipa na mumificiranom tijelu faraona Ramzesa V., koji je umro 1157 godine prije naše ere. Za vrijeme 18. stoljeća bolest je ubijala 400 tisuća Europljana godišnje (uključujući i pet vladara) i bila je zaslužna za trećinu svih slučajeva sljepoće. Bolest je ubijala 20 – 60 % svih zaraženih i više od 80 % zaražene djece.
Velike boginje su usmrtile 300 – 500 milijuna ljudi samo u 20. stoljeću. U ranim 50-im godinama 20. stoljeća otprilike 50 milijuna slučajeva Variole prijavljeno je u cijelom svijetu svake godine. WHO pretpostavlja da je 1967. 15 milijuna ljudi dobilo boginje, a da je 2 milijuna umrlo od posljedica bolesti. Nakon uspješno provedenog cijepljenja u 19. i 20. stoljeću, WHO je proglasila da je bolest uspješno istrijebljena u prosincu 1979. Do danas, to je prva zarazna bolest ljudi koja je istrijebljena.

## Klasifikacija
Dva su klinička oblika bolesti. Variola major je ozbiljan i najčešći oblik bolesti, s obujnijim osipom i višom temperaturom. Variola minor je manje opasna bolest s blažim simptomima i niskom smrtnošću. Zabilježeni su i slučajevi variole bez simptoma, ali to je u iznimnim slučajevima. Također su zabilježeni i slučajevi koji se nazivaju variola sine eruptione (lat., boginje bez osipa) kod već cijepljenih ljudi. Ovakav oblik bolesti se događa nakon uobičajenog perioda inkubacije i može biti potvrđen samo laboratorijski.

## Simptomi i znaci
Period inkubacije između izlaganja virusa i prve pojave simptoma je oko 12 dana. Jednom udahnut, virus napada sluznice usta, grla ili pluća, putuje u limfne čvorove i umnožava se. Virus u početku putuje od stanice do stanice, ali oko 12. dana inficirane stanice pucaju i velika količina virusa prisutna je u krvotoku (ovo se naziva viremija). Drugi val umnažanja virusa zbiva se u slezeni, koštanoj srži i limfnim čvorovima. Prvotni simptomi su slični ostalim virusnim bolestima poput gripe i obične prehlade; temperatura (barem 38. 5 °C), bol u mišićima, slabost, glavolja, mučnina, povraćanje i bol u leđima. Ova pre-eruptivna faza traje 2 – 4 dana. 12 do 15 dana od izlaganja javljaju se prve lezije, crveni točkasti opsim na koži koji se naziva enantem, odnosno sluznični osip.  Javlja se na sluznici, u ustima, jeziku, grlu i temperatura se vraća na normalnu. Ove lezije naglo rastu i pucaju, oslobađajući virus u slinu.
Virus variole napada stanice kože, pri čemu uzrokuje karakteristične bubuljice. Osip se razvije 24 do 48 sati nakon što se pojave lezije na sluznici. Uobičajeno se osip prvo javi na čelu, a onda se brzo širi na cijelo lice i udaljene dijelove ekstremiteta. Nakon ovoga bolest može krenuti različitim smjerovima, i s obzirom na to, bolest je podijeljena u 4 tipa prema Rao klasifikaciji: obične boginje, promijenjene, maligne (ravne) i hemoragične. Uobičajena stopa smrtnosti kod variole je oko 30 %; ali maligne i hemoragične uglavnom imaju smrtni ishod.

### Obične
90 % ili više slučajeva boginja kod necijepljenih osoba su obične. Kod ovog oblika bolest, do 2. dana osipa, bubuljice postaju izražene i povišene. Do 3. ili 4. dana bubuljice se pune tekućinom boje mlijeka i postaju vrećice. Tekućina kasnije postaje mutna i tamna. Ipak, ove bubuljice nisu ispunjene gnjojem nego ostacima tkiva. Do 6. ili 7. dana sve lezije na koži postaju bubuljice. Između 7. i 10. dana bubuljice dozrijevaju i dobivaju maksimalnu veličinu. Tada su iznad površine kože, najčešće okrugle, napete i bolne na dodir. Duboko su ukorijenjene u dermisu. Tekućina polako istječe iz bubuljica i do kraja 2. tjedna bubuljice se isprazne i izravnaju te počnu sušiti i postaju kraste. Do 16. – 20. dana kraste počinju otpadati i ostavljaju depigmentirane ožiljke. Obične boginje stvaraju osip kod kojeg bubuljice stoje zasebno na koži. Osip je najgušći na licu i ima ga više na udovima nego na trupu, dok ga na ekstremitetima ima više na udaljenim nego na bližim dijelovima tijelu. Dlanovi i tabani imaju osipa u većini slučajeva. U nekim slučajevima se mjehuri spajaju, pa se odvajaju vanjski slojevi kože od mesa. Kod ovakvih slučajeva, smrtnost iznosi 62 %.

### Modificirane
Modificirana variola se javlja kod prethodno cijepljenih. Manje je opasna nego običan tip bolesti. Najčešće nema febrilnog stanja dok nastaje osip. Lezija na koži ima manje i brže postaju zrele, površne su, i ne pokazuju karakteristične znakove velikih boginja. Modificirane boginje su rijetko, ako ikad, fatalne. Ovaj oblik Variole major se često brka s vodenim kozicama.

### Maligne
Kod malignih velikih boginja (još se nazivaju i ravne boginje) lezije ostaju gotovo u ravnini s kožom kad se kod običnih boginja one uzdignu. Ne zna se zašto neki ljudi razviju ovaj oblik bolesti. Povijesno, maligne boginje javljale su se u 5 – 10 % slučajeva, a većina njih (72 %) je bila kod djece. Kod malignih boginja period prije izbijanja osipa traje dulje, s povišenom temperaturom i ostalim simptomima trovanja. Osip na jeziku je najčešće obilniji. Bubuljice se čine ukopane u kožu i sporo se razvijaju. Za razliku od običnog tipa boginja, maligne često završavaju sa smrtnim ishodom, a vrećice imaju vrlo malo tekućine i osjetljive su na dodir te mogu krvariti.

### Hemoragične
Hemoragične velike boginje su ozbiljna forma variole koju prati intenzivno krvarenje u kožu, sluznice i probavni trakt. Ovaj se oblik razvije u 2 % zaraženih i najčešće u odraslih. Kod hemoragičnih boginja ne javljaju se mjehuri na koži nego koža ostaje glatka. Umjesto toga osoba krvari ispod kože zbog čega koža izgleda crna i pougljenjena, pa se ova forma bolest još naziva i crne boginje. U početku bolesti, osoba dobije očno krvarenje, zobg čega se bjeloočnice obojaju crveno. Hemoragične boginje uzrukuju krvavi osip te krvarenja u slezeni, bubrezima, mišićima, jetri, testisima, jajnicima i mjehuru. Pacijent umre naglo između 5. i 7. dana bolesti, kada je samo nekoliko lezija prisutno. Kasnija faza bolesti se javlja kod pacijenata koji prežive 8 – 10 dana. Kožno krvarenje započne s eruptivnom fazom, a osip je ravan i ne napreduje. Pacijenti u ranoj fazi bolesti pokazuju smanjenje faktora zgrušavanja. Pacijenti u kasnoj fazi imaju drastičnu trombocitopeniju. Ovaj tip je odgovoran za otprilike 3 – 25 % smrtnih ishoda i uobičajeno izaziva smrt.

## Uzročnik
Velike boginje uzrokuje infekcija s variola virusom, koji pripada rodu Ortopoxvirusa, obitelji Poxviridae i pod-obitelji chordopoxvirinae. Variola je veliki virus oblika kvadra veličine 302 do 350 nanometara puta 244 do 270 nanometara, s jednom linearnom dvostruko zavijenom DNK. Dva klasična varijeteta virusa su variola major i variola minor. Najbliži srodnik virusu je molluscum contagious, koji, poput velikih boginja, napada samo ljude. Međutim, za razliku od vario, zaraza molluscumom je benigna.
Četiri orthopoxvirusa mogu uzrokovati infekciju kod ljudi: variola, vaccinia, kravlje i majmunske boginje. Variola virus napada samo ljude u prirodi, iako su primati i druge životinje bile zaražene u laboratoriju. Vaccinia, kravlje i majmunske boginje mogu zaraziti i ljude i druge životinje.
Životni ciklus virusa boginja je kompliciran s više infekcioznih oblika od kojih svaki ima različiti mehanizam ulaska u stanicu. Virusi boginja su jedinstveni među DNK virusima, jer se repliciraju u citoplazmi, a ne u jezgri. Kako bi se replicirali, virusi boginja sintetiziraju specijalizirane proteine koje ne proizvode ostali DNK virusi. Infekcija variolom major ili minor daju imunitet protiv ostalih.

## Prijenos
Prijenos se odvija udisanjem virusa variole, najčešće kapljice iz usta, nosa ili sluznice inficiranih osoba. Do prijenosa dođe kroz dugotrajniji bliski kontakt sa zaraženima, najčešće unutar 3 metra. Međutim, do prijenosa može doći i preko zaraženih tjelesnim tekućinama ili objektima poput posteljine ili odjeće. Ponekad se virus prenosio zrakom u manjim zatvorenim prostorima poput zgrada, autobusa i vlakova. Virus se može prenijeti i kroz posteljicu, ali takav prijenos je relativno rijedak. Velike boginje nisu posebno zarazne prije izbijanja osipa i lezija na grlu, ustima i ždrijelu. Virus se može prenijeti za vrijeme cijelog trajanja bolesti, ali najčešće za vrijeme prvog tjedna trajanja osipa, kada je najviše bubljica očuvano. Zaraznost opada 7 do 10 dana nakon što se kraste formiraju preko lezija, ali osoba je zarazna dok sve kraste ne otpadnu.
Velike boginje su izrazito zarazne, ali šire se općenito sporije nego neke druge virusne bolesti, vjerojatno zato što prijenos zahtijeva bliski kontakt, a zaražene osobe su zarazne tek nakon pojave osipa. U umjerenim podnebljima bolest se širila najviše u zimi i proljeću. U tropskim područjima sezonska pojava bolesti je manje vidljiva i bolest je jednako zastupljena tijekom cijele godine. Imunitet zbog cijepljenja se gubi s vremenom i vjerojatno ne postoji kod svih osim kod onih svježe cijepljenih. Variola se ne prenosi insektima ili životinjama i ne postoji slučaj kliconoše bez simptome.

## Dijagnoza
Klinički, velike boginje se očituju kao bolest s naglim početkom i s temperaturom većom od 38,3 °C kojeg prati osip kojeg karakterizira specifičan osip s bubuljicama bez drugog očitog uzroka. Ako se primijete ovakvi simptomi, variola se potvrđuje laboratorijskim testovima.
Mikroskopski, virusi boginja stvaraju karakterističke citoplazmatski, od čega su najpoznatija tkz. Guarnierijeva tjelešca, koja su mjesto virusne replikacije. Guarnierijeva tjelešca se lako identificiraju u biopsiji kože i pod djelovanjem laboratorijskih agenasa poput eozina izgledaju kao ružičasti grumenčići. Oni se mogu naći u gotovo svim infekcijama virusima boginja, ali njihovo odsustvo ne znači da osoba nema variolu. Dijagnoza se također može postaviti elektronskom mikroskopijom tekućine iz bubuljica ili krasti. Ipak, svi ortopoxvirusi imaju jednak ciglast oblik kada se promatraju pod elektronskim mikroskopom.
Definitivna laboratorijska dijagnoza variole uključuje rast virusa u kokošjem embriju i promatranjem nastale lezije pod određenim temperaturnim uvjetima. Tipovi virusa mogu biti određeni polimeraznom lančanom reakcijom i RFLP analizom. Serološki testovi i enzimski testovi (ELISA) koji mjere variola-specifične imunoglobuline i antigene razvijeni su kako bi pomogli pri dijagnozom. Boginje su često bile pomiješane s vodenim kozicama u vremenu odmah nakon istrijebljenja. Vodene kozice (varičele) se razlikuju od variole na više načina. Za razliku od boginja, kozice ne pogađaju dlanove i tabane. Nadalje, bubuljice kod kozica su različite veličine, što ovisi o vremenu izbijanja dok su kod boginja one iste veličine. Također, postoje brojni laboratorijski testovi kojim se mogu razlikovati te dvije bolesti.

## Cijepljenje
Najraniji postupak prevencije boginja je bila inokulacija (još poznata kao variolacija). Inokulacija se prvo provodila u Indiji tisuću godina prije Krista, a uključivala je ili udisanje smrvljenih krasti ili unos virusa u kožu. Ipak, ova se ideja još uvijek propituje jer samo nekoliko testova objašnjava ovu metodu. Inokulacija u Kini se prvi put spominje u 10. stoljeću, a postupak je bio raširen do 16. stoljeća, za vrijeme dinastije Ming. Ako uspješna, inokulacija bi omogućila dugotrajni imunitet. Ipak, kako je osoba bila zaražena s virusom variole, još uvijek je postojala šansa da se osoba zarazi i da prenese tu bolest ostalima. Variolacija je imala 0,5 – 2 % učestalnost smrtnog ishoda, što je manje nego 20 – 30 % same bolesti. Lady Mary Wortley Montagu je promatrala inokulaciju u Turskom carstvu te je svoja iskustva pismom prenijela te promovirala postupak kad se vratila u Englesku 1718. godine. 1796 dr. Edward Jenner, doktor u Barkeleyju u ruralnoj Engleskoj otkrio je da imunitet za velike boginje stvara i inokulacija osobe s virusom kravljih boginja iz lezija. Janner je tekućinu nazvao vakcinom, iz latinske riječi vacca, što znači krava. Sam postupak je puno sigurniji od variolacije, jer ne uključuje rizik od prijenosa variole. Cijepljenje ovakvog tipa se uskoro provodilo po cijelom svijetu. U 19. stoljeću virus kravljih boginja zamijenjen je s virusom vaccine. Vaccinia je virus iz iste obitelji kao i virus variole i kravljih boginja ali ipak genetski različitih od njih. Podrijetlo vaccina virusa kao i način na koji je postao cjepivo još nam nisu poznati.
Trenutni sastav cjepiva je živi vaccinia virus. Cjepivo se daje s dvoglavom iglom koja je umočena u otopinu cjepiva. Iglom se probija koža nekoliko puta u nekoliko sekundi. Ako je cjepivo uspješno primljeno, crveni otok sa svrbežom javlja se na mjestu cjepljenja i razvije se za 3 – 4 dana. Za vrijeme prvog tjedna otok postaje plik koji se ispuni gnojem i počne sušiti. Za vrijeme drugog tjedna plik se počne sušiti i stvara se krasta. Trećeg tjedna krasta otpadne i ostaje mali ožiljak. Dijelovi modernog kita za cjepljenje uključuju otapalo, bočicu s vaccinia virusom i dvoglavom iglom. Antitijela koja nastaju kao posljedica cjepljenja nude zaštitu i za ostale viruse boginja (za majmunske boginje, kravlje boginje i za variola virus). Antitijela su prisutna u krvi 10 dana nakon prvog cijepljenja i 7 dana nakon ponovnog cijepljenja. Povijesno, cjepivo je učinkovito u sprječavanju bolesti u 95 % cijepljenih. Cjepivo nudi imunitet tijekom sljedećih 3 do 5 godina, a nakon tog perioda imunitet se smanjuje. Ako se osoba ponovno cijepi, imunitet traje još duže. Studije slučajeva velikih boginja u Europi pokazale su da je variola u onih cijepljenih prije manje od deset godina imala stopu smrtnosti od 1,3 %, 7 % u onih cijepljenih 11 do 20 godina prije zaraze i 11 % u onih cijepljenih 20 godina prije kontakta s virusom. Za usporedbu, 52 % necijepljenih pacijenata je preminulo.
Postoje nuspojave povezane s cjepivom za variolu. U prošlosti, oko 1000 ljudi za svakih milijun cjepljenih prvi put imala je ozbiljne, ali ne i smrtonosne reakcije na cjepivo, poput otrovanja ili alergijskih reakcija na mjestu uboda koja se širila dalje po tijelu. Potencijalno smrtonosne nuspojave dogodile bi se kod 14 do 500 za svaki milijun cjepljenih. Na temelju prošlih rezultata, smatra se da bi 1 ili 2 ljudi od milijuna (0,000198 %) umrli od posljedica cjepiva, često od encefalitisa ili ozbiljne nekroze tkiva. Zbog ovih nuspojava, nakon što je virus uspješno istrijebljen, cjepljenje je napušteno 1972. u SAD-u te u ranim 1970-ima u Europi. Rutinsko cijepljenje kod zdravstvenih radnika u SAD-u prekinuto je 1976., a kod vojnih regruta 1990. godine. Vojni službenici u Bliskom Istoku i Koreji još uvijek dobivaju cjepivo. Do 1986. rutinsko cijepljenje je prestalo u svim zemljama. Sada je uglavnom preporučeno za laboratorijske radnike zbog mogućeg izlaganja.

## Tretman
Cijepljenje protiv variole unutar tri dana od kontakta s virusom će spriječiti ili drastično smanjiti težini simptoma variole kod većine ljudi. Cijepljenje 4 do 7 dana nakon izloženosti virusu će vjerojatno ponuditi neku razinu zaštite ili modificirati tijek bolesti. Osim cjepiva, liječenje je uglavnom suportivno, poput liječenja rana ili sprječavanja infekcija, kontrole tjelesnih tekućina i moguće uporabe respiratora. Maligne i hemoragične velike boginje se liječe isto kao i šok, poput nadomještanja tekućina. Pacijenti s usađenim bubuljicama dobivaju jednak tretman kao i kod oni sa snažnim opeklinama na koži. Trenutno nijedan lijek nije odobren za liječenje velikih boginja. Ipak, antivirusni lijekovi su se razvili nakon zadnje velike epidemije boginja, a studije pokazuju da je možda antivirotik cidofovir djelotvoran. Lijek se mora unijeti intravenozno, ipak, može uzrokovati ozbiljne probleme s bubrezima.

## Prognoza
Ukupna smrtnost za običan tip boginja je oko 30 %, ali ovisi o vrstama osipa. Kod uraslih običnih boginja smrtnost je od 50 – 75 %, obične poluurasle imaju smrtnost od 25 – 50 %, a kod slučajeva bez osipa smrtnost iznosi manje od 10 %. Ukupna smrtnost za djecu mlađu od 1 godine starosti je oko 40 – 50 %. Hemoragične i maligne boginje imaju najvišu smrtnost. Kod malignih iznosi više od 90 %, a kod hemoragičnih skoro 100 %. Manje od 1 % iznosi smrtnost kod variole minor.  Kod smrtnih ishoda običnih boginja, smrt nastupi između 10. i 16. dana bolesti. Uzrok smrti kod variole nije jasan, ali bolest pogađa više organa. Viremija i nekontrolirani imunosni odgovor mogu doprijeti smrtnom ishodu. Kod ranog tipa hemoragičnih boginja, smrt nastupi zbog prestanka rada srca ili plućnog edema 6 dana nakon pojave povišene temperature. Kod kasnog tipa hemoragičnih boginja gubitak krvi, slabi imunosni odgovor i viremija su često uzeti kao uzrok smrti. Kod malignih boginja, smrt je pripisana gubitku tekućine, proteina i elektrolita te sepsa, kao i kod opekotina.

### Komplikacije
Komplikacije kod variole su najčešće respiratorne, i variraju od bronhitisa do upale pluća sa smrtnim ishodom. Respiratorne komplikacije često se razviju 8. dana bolesti i mogu biti bakterijskog ili virusnog porijetla. Sekundarne bakterijske infekcije kože su relativno rijetke. Kada se ovo dogodi, temperatura ostaje povišena. Ostale komplikacije uključuju encefalitis, koji je češći kod odraslih i može uzrokovati privremenu invalidnost, trajne ožiljke, najčešće na licu; probleme s očima. Bubuljice se mogu razviti na očnim kapcima što dovodi do konjunktivisa, keratitisa, ulkusa rožnice, upale šarenice i vidne atrofije. Sljepoća se javlja u 35 – 40 % slučajeva keratitisa i ulkusa rožnice. Kod djece virus može napasti i zglobove i kosti, što uzrokuje osteomijelitis. Otečeni zglobovi mogu uzrokovati ograničenu pokretljivost, artritis koji može dovesti do deformiteta udova, kosti, zglobova i prstiju.

## Vanjske poveznice
|  | Zajednički poslužitelj ima još gradiva o temi Boginje |

|  | Molimo pročitajte upozorenje o korištenju medicinskih informacija. Ne provodite liječenje bez savjetovanja s liječnikom! |